# Mézières-sur-Ponthouin
Mézières-sur-Ponthouin és un municipi francès situat al departament del Sarthe i a la regió de País del Loira. L'any 2007 tenia 672 habitants.

## Demografia

### Població
El 2007 la població de fet de Mézières-sur-Ponthouin era de 672 persones. Hi havia 276 famílies de les quals 72 eren unipersonals (28 homes vivint sols i 44 dones vivint soles), 100 parelles sense fills, 96 parelles amb fills i 8 famílies monoparentals amb fills.
La població ha evolucionat segons el següent gràfic:
Habitants censats

### Habitatges
El 2007 hi havia 354 habitatges, 276 eren l'habitatge principal de la família, 35 eren segones residències i 43 estaven desocupats. 348 eren cases i 1 era un apartament. Dels 276 habitatges principals, 230 estaven ocupats pels seus propietaris, 44 estaven llogats i ocupats pels llogaters i 2 estaven cedits a títol gratuït; 3 tenien una cambra, 11 en tenien dues, 62 en tenien tres, 84 en tenien quatre i 116 en tenien cinc o més. 204 habitatges disposaven pel capbaix d'una plaça de pàrquing. A 111 habitatges hi havia un automòbil i a 135 n'hi havia dos o més.

### Piràmide de població
La piràmide de població per edats i sexe el 2009 era:
| Homes | Edats   | Dones |
| ----- | ------- | ----- |
| 0     | 95 o +  | 0     |
| 4     | 90 a 94 | 4     |
| 0     | 85 a 89 | 0     |
| 0     | 80 a 84 | 4     |
| 8     | 75 a 79 | 0     |
| 16    | 70 a 74 | 20    |
| 32    | 65 a 69 | 32    |
| 20    | 60 a 64 | 28    |
| 12    | 55 a 59 | 24    |
| 16    | 50 a 54 | 4     |
| 12    | 45 a 49 | 20    |
| 24    | 40 a 44 | 4     |
| 28    | 35 a 39 | 20    |
| 24    | 30 a 34 | 16    |
| 28    | 25 a 29 | 16    |
| 24    | 20 a 24 | 8     |
| 16    | 15 a 19 | 12    |
| 4     | 10 a 14 | 28    |
| 16    | 5 a 9   | 12    |
| 12    | 0 a 4   | 4     |

## Economia
El 2007 la població en edat de treballar era de 416 persones, 328 eren actives i 88 eren inactives. De les 328 persones actives 296 estaven ocupades (167 homes i 129 dones) i 32 estaven aturades (17 homes i 15 dones). De les 88 persones inactives 35 estaven jubilades, 19 estaven estudiant i 34 estaven classificades com a «altres inactius».

### Ingressos
El 2009 a Mézières-sur-Ponthouin hi havia 280 unitats fiscals que integraven 684 persones, la mediana anual d'ingressos fiscals per persona era de 16.209 €.

### Activitats econòmiques
Dels 16 establiments que hi havia el 2007, 1 era d'una empresa alimentària, 2 d'empreses de fabricació d'altres productes industrials, 3 d'empreses de construcció, 5 d'empreses de comerç i reparació d'automòbils, 1 d'una empresa de transport, 1 d'una empresa d'hostatgeria i restauració, 1 d'una empresa de serveis i 2 d'empreses classificades com a «altres activitats de serveis».
Dels 4 establiments de servei als particulars que hi havia el 2009, 1 era una fusteria, 1 lampisteria, 1 electricista i 1 perruqueria.
Dels 2 establiments comercials que hi havia el 2009, 1 era una fleca i 1 una carnisseria.
L'any 2000 a Mézières-sur-Ponthouin hi havia 24 explotacions agrícoles que ocupaven un total de 530 hectàrees.

## Equipaments sanitaris i escolars
El 2009 hi havia una escola elemental integrada dins d'un grup escolar amb les comunes properes formant una escola dispersa.

## Poblacions més properes
El següent diagrama mostra les poblacions més properes.